# 10008 Raisanyo
10008 Raisanyo (1977 DT2) là một tiểu hành tinh vành đai chính được phát hiện ngày 18 tháng 2 năm 1977 bởi H. Kosai và K. Hurukawa ở Đài thiên văn Kiso thuộc Đại học Tokyo. Nó được đặt theo tên Rai Sanyo, sinh năm 1780.